# Norddorf
Norddorf (Öömrang: Noorsaarep, Tiếng Đan Mạch: Nordtorp) là một đô thị thuộc huyện Nordfriesland, bang Schleswig-Holstein, Đức.

## Note
Bản mẫu:Translation/Ref